# 思い出がいっぱい (映画)
『思い出がいっぱい』は、2004年12月20日に公開された日本の映画作品。成人映画として公開され、別題に『美少女図鑑　汚された制服』、『制服の誘惑　優しく抱いて』がある。一般劇場公開時は『思い出がいっぱい』、もしくは『思い出がいっぱい-EIGHTEEN BLUES-』の題で公開される。

## 概要
2004年12月20日に『美少女図鑑　汚された制服』のタイトルで成人映画として公開。
2007年7月7日、東京にて特集上映『R18 LOVE CINEMA SHOWCASE VOL.3～「竹洞組」の冴えたやり方。』において同月7日より『思い出がいっぱい』として一般劇場公開。竹洞哲也映画監督第2作。寂れた村を舞台にした甘酸っぱい追憶劇で、二組のカップルが過ごすわずか一夜の出来事を中心に描く。ロケ地となったのは千葉県・養老渓谷。
30歳を越えて18歳の淡い青春を描くことに監督の竹洞、脚本の小松とも「恥ずかしかった」と答えている。対して、映画ライター、プロデューサーの綿野かおりは「キラキラの青春アイテムの連打に照れることなくきちんとエモーションかきたててくれる作り手の手腕にウットリとさせられる秀作」と記述している。
本作で監督の竹洞は2004年度ピンク大賞において新人監督賞受賞。林由美香は女優賞受賞。

## ストーリー
無人駅に立った男は、18歳のころの景色を思い起こす。今から12年前、「18歳」という岐路を迎えた男らは、再会を機にそれぞれ自分の道を歩き始めたのだ。
坂上千絵は大学の推薦をもらうことを条件に、担任の中尾友也に車の中で抱かれていた。円香は下校中、別の高校に通う幼なじみの千絵と出くわし母校であり、すでに廃校となっている中学に集まることにした。そこには映画監督を目指し上京したものの挫折した公平が潜んでいた。親の金を盗み上京したため戻る場所を失っていた公平は戻る場所をなくし廃校に隠れていたのだ。そのうちこの地区はダムに沈む。千絵が好きすぎるあまり一時付きまとっていた正太に続き、公平も姿を現し、小さな同窓会を開いた。4人は裏山にタイムカプセルを埋めたことを思い出し、そこに入れていた1989年7月28日に自分宛てに書いた手紙を読み返す。

## キャスト
神山円香
演 - 吉沢明歩
同級生グループのひとり。ひそかに公平に思いを寄せている清楚で可憐な少女。
坂上千絵
演 - 冬月恋
同級生グループのひとり。進学のため担任教師に抱かれている。上京してモデルになる夢を持つ。
進藤敦子
演 - 林由美香
中学教師。垢抜けており、女生徒からも憧れられていたが、公平の初体験相手。正太は未遂に終わるなど少年に性の手ほどきする裏の顔も持つ。
木津公平
演 - 伊藤謙治（現在 - 湯川タケシ）
同級生グループのひとり。映画のコンテストで入選し上京。挫折して帰ってくるが同級生はその事実を知らない。
戸沢正太
演 - 松浦祐也
同級生グループのひとり。千絵に片思い中の喫煙者。家業のペンションを継ぐ予定である。
中尾友也
演 - なかみつせいじ
高校教師。

## スタッフ
- 監督：竹洞哲也
- プロデューサー：小川欽也
- 脚本：小松公典
- 撮影：創優和
- 照明：野田友行
- 録音：シネキャビン
- 編集：フィルムクラフト
- 助監督：山口大輔
- スチール：佐藤初太郎
- 制作：小川企画プロダクション
- 配給：オーピー映画